# Jacob Steinhardt
Jacob Steinhardt (ur. 23 maja 1887 w Żerkowie, zm. 11 lutego 1968 w Naharijji) – niemiecko-izraelski grafik i malarz.

## Życiorys
Jakob Steinhardt urodził się 23 maja 1887 r. w Żerkowie. Był najstarszym z czwórki dzieci małżeństwa Josefa (Josepha) i Therese z domu Posener. Rodzice Jakoba zajmowali się kupiectwem i mieszkali w domu na rogu ulicy Jarocińskiej i Kościelnej. W 1906 przyznano mu stypendium Muzeum Wielkopolskiego w Poznaniu i rozpoczął studia na Akademii Sztuk Pięknych w Berlinie. Studiował m.in. u Lovisa Corintha i Hermanna Strucka. Naukę kontynuował w Paryżu (1908-1910) u Jean-Paula Laurensa. W 1914 wystawiał z Ludwigiem Meidnerem na pierwszej Wystawie Ekspresjonistów w Berlinie. Podczas I wojny światowej walczył w armii niemieckiej na froncie wschodnim. Poznał wtedy tereny wschodniej Polski, Litwę, a także zbliżył się do kultury żydowskiej. Po zakończeniu działań wojennych zamieszkał w Berlinie i ożenił się z Minni Gumpert.
W 1933, w związku z dojściem do władzy nazistów, wyemigrował do Palestyny, gdzie otworzył szkołę plastyczną, a po jej zamknięciu objął posadę dyrektora Wydziału Grafiki w Akademii Sztuki i Projektowania Besaleel w Jerozolimie.
Najbardziej znany jest z drzeworytów przedstawiających sceny biblijne i inne żydowskie tematy. Zdobył kilka międzynarodowych nagród za te drzeworyty i miał wystawy w różnych krajach świata.